# Phineas e Ferb
Phineas e Ferb (Phineas and Ferb) è una serie animata statunitense creata da Dan Povenmire e Jeff Marsh e prodotta da Disney Channel che vede protagonisti due fratelli i quali durante le loro vacanze estive concepiscono e costruiscono ogni giorno nuove e spettacolari invenzioni.
Il 13 gennaio 2023, la Disney Branded Television ha annunciato alla Television Critics Association che lo show sarebbe stato ripreso con due stagioni, contenenti un totale combinato di 40 episodi.
Dal 3 ottobre 2023, lo show ha ricominciato ad essere trasmesso in Italia su K2, canale 41.

## Trama
In ogni episodio, i protagonisti Phineas e Ferb, due fratellastri, passano il tempo nei loro pomeriggi liberi estivi costruendo invenzioni impossibili per dei bambini della loro età.
Le loro fantastiche invenzioni non sono adorate da tutti: la sorella maggiore di Phineas e sorellastra di Ferb, Candace, cerca invano di farli "beccare" dalla mamma. La ragazza non pensa solo a far "beccare" i fratelli: è interessata anche a Jeremy Johnson, un ragazzo del quale si è perdutamente innamorata; grazie alla sua migliore amica Stacy riesce a sapere tutto quello che fa e a perfezionarsi. Tuttavia sembra che la sorellina di Jeremy non veda di buon occhio Candace (infatti in un episodio cercherà di rovinarle il look e di allontanarla dal fratello).
Perry, l'ornitorinco di Phineas, invece, è un agente segreto che combatte contro il Dottor Heinz Doofenshmirtz, riuscendo a sventare sempre i suoi malefici piani e, casualmente, a far scomparire sotto il naso di Candace le invenzioni di Phineas e Ferb. Perry, di solito, scompare dalla vista dei suoi padroni, che esclamano Ehi, dov'è Perry?, per ricomparire a fine episodio accolto da un ingenuo: Oh, eccoti qui Perry!.

## Produzione
La serie è stata creata da Dan Povenmire e Jeff Marsh che danno anche la voce, in originale, a due personaggi: il Maggiore Monogram e il Dr. Doofenshmirtz. I due avevano già ideato i primi concept tempo addietro, ma hanno dovuto aspettare 16 anni prima di ottenere una trasmissione sull'omonimo canale.
Il 7 maggio 2015 la Disney ha annunciato la fine della serie, poiché Dan Povenmire e Jeff Marsh stavano lavorando su una nuova serie intitolata La legge di Milo Murphy trasmessa su Disney XD dal 2017.
Il 13 Gennaio 2023 sono state annunciate una 5° e una 6ª stagione entrambe costituite da 20 episodi ciascuna, la messa in onda della 5ª stagione è avvenuta il 5 giugno 2025.

### Musiche
(Dan Povenmire in una intervista.)
In Phineas e Ferb, in quasi tutti gli episodi della serie, vi sono uno o più brani che vengono eseguiti dai personaggi stessi, oppure da voci di campo, che non coinvolgono questi, ma le loro situazioni. Quasi tutti i pezzi, in lingua originale, sono stati scritti dai due creatori della serie Povenmire e Marsh, e proprio questi hanno dichiarato che per scrivere un brano non serve poi così tanto tempo, anzi, ce ne vuole davvero poco.
La sigla d'apertura della serie negli Stati Uniti, cantata dalla band statunitense dei Bowling for Soup, è stata nominata per un Emmy Award nel 2008. Inizialmente, i creatori scrissero una sigla dal ritmo piuttosto lento, per seguire le convenzioni di una "classica canzone Disney". Ma poi, il network si sentì più sicuro nel commissionare una canzone più moderna, con tonalità rock/alternative. In Italia, la sigla ha la stessa base dell'originale, ma con un testo completamente in lingua italiana, cantata da Nicola Gargaglia.
Durante la trasmissione della seconda stagione, è stato trasmesso lo speciale "Phineas e Ferb MusiClip Classifica Show", in cui i telespettatori, avvisati precedentemente con dei promo sull'iniziativa, hanno votato le più divertenti 10 canzoni della prima stagione.

## Episodi
| Stagione         | Episodi | Prima TV USA | Prima TV Italia |
| ---------------- | ------- | ------------ | --------------- |
| Prima stagione   | 26 (47) | 2007-2009    | 2007-2009       |
| Seconda stagione | 38 (65) | 2009-2011    | 2009-2011       |
| Terza stagione   | 35 (62) | 2011-2012    | 2011-2013       |
| Quarta stagione  | 36 (48) | 2013-2015    | 2013-2015       |
| Quinta stagione  | 20 (20) | 2025         | 2025            |

## Trasmissione
Due preview della serie furono mandate in onda negli Stati Uniti rispettivamente il 17 agosto 2007 (episodio pilota intitolato "Rollercoaster" ) e il 28 settembre 2007 (secondo episodio intitolato "Lawn Gnome Beach Party of Terror!") e la trasmissione regolare del programma iniziò il 1º febbraio 2008 su Disney Channel, durando fino alla conclusione della serie l'8 giugno 2015.
In Italia le due preview sono state trasmesse entrambe il 27 settembre 2007 e la serie ha iniziato ad andare in onda regolarmente dal 5 dicembre, prima su Disney Channel ed in seguito su Disney XD. 
La trasmissione in chiaro è avvenuta su Rai 2 e K2. 
La messa in onda mondiale avvenne il 1º febbraio 2008. 
I personaggi della serie sono stati successivamente protagonisti di un film per tv trasmesso su Disney Channel, negli Stati Uniti il 5 agosto 2011 e in Italia il 22 ottobre dello stesso anno, intitolato Phineas e Ferb: Il film - Nella seconda dimensione.
Nel 2020, con il rilascio della piattaforma di streaming Disney+, viene distribuito un nuovo film basato sulla serie, Phineas e Ferb: Il film - Candace contro l'universo.
Attualmente è visibile in streaming su Disney+.

## Lungometraggi
- Phineas e Ferb: Il film - Nella seconda dimensione (Phineas and Ferb the Movie: Across the 2nd Dimension), regia di Dan Povenmire, Robert F. Hughes (2011).
- Phineas e Ferb: Il film - Candace contro l'Universo (Phineas and Ferb the Movie: Candace Against the Universe), regia di Bob Bowen (2020).

## Crossover
- Il 16 agosto 2013 è andato in onda un episodio speciale, crossover con i personaggi dell'universo Marvel, di 40 minuti intitolato Phineas e Ferb: Missione Marvel.
- Il 26 luglio 2014 è stato trasmesso un crossover col film Guerre stellari, della durata di un'ora e intitolato Phineas e Ferb - Star Wars.
- Il 10 settembre 2018 è stato trasmesso un crossover con La legge di Milo Murphy degli stessi autori, dal titolo L'effetto Phineas e Ferb.

## Personaggi

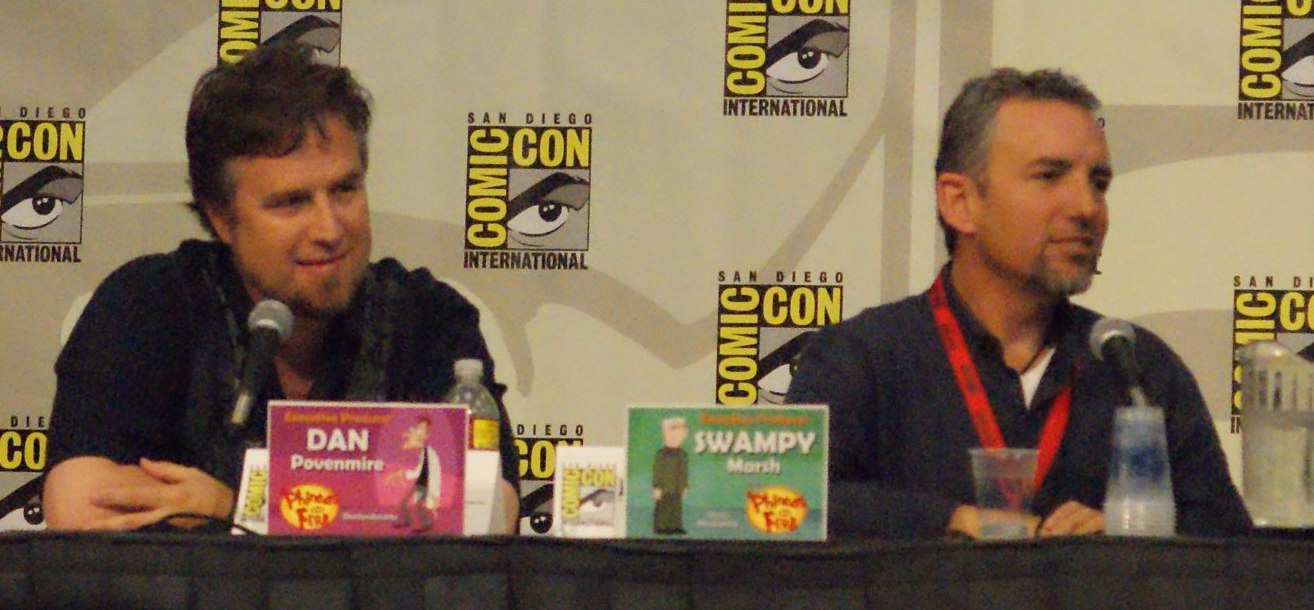
I creatori della serie Phineas e Ferb.

### Personaggi principali
- Phineas Flynn, doppiato in originale da Vincent Martella, in italiano da Manuel Meli: È il fratello minore di Candace, nonché fratellastro di Ferb, è la mente delle invenzioni, Phineas è un ragazzo estremamente fantasioso e creativo. Ha la testa triangolare con un ciuffo di capelli rossi, è il fratellastro di Ferb e come età ha tra i 7 e 12 anni. Isabella ha una cotta per lui, di cui però non si accorge.
- Ferbs "Ferb" Fletcher, doppiato in originale da Thomas Brodie-Sangster (cartone 1°-4°stagione e film 2011) e David Errigo Jr. (film 2020 5°stagione-in corso), in italiano da Fabio Valenzi (st.1-2 e film 2011) e Federico Campaiola (st. 3-in corso e film 2020): Ferb è il fratellastro inglese di Phineas e Candace. Se Phineas è la mente delle invenzioni, Ferb ne è il braccio. Ha la testa a forma di lettera F, i capelli verdi, e un occhio più grande dell'altro, inoltre parla raramente e ha 9 anni. Ha una cotta per Vanessa la figlia del Dr. Doofenshmirtz. Sorride rarissimamente.
- Candace Gertrude Flynn, doppiata in originale da Ashley Tisdale, in italiano da Gemma Donati (parlato), Gabriella Scalise (canto, abituale), Elisa Siragusano (canto, 4x36-37) e Francesca Agravalle (canto, st. 5): Candace è la sorella maggiore di Phineas, nonché sorellastra di Ferb. Passa le giornate con l'unico obiettivo di far beccare i suoi fratelli alla madre, fallendo tuttavia ogni volta e ha 15 anni. Qualche volta riesce a farli beccare, ma capita che qualcosa faccia scordare l'accaduto. È allergica alla pastinaca ed ai latticini ed è innamorata di Jeremy, ed è la migliore amica di Stacy. Crede in una forza magica e misteriosa che distrugge le invenzioni dei suoi fratelli, (che si tratta quasi sempre del Dr. Doofenshmirtz).  Nonostante cerchi sempre di mettere Phineas e Ferb nei guai, vuole molto bene a tutti e due. E a volte le invenzioni dei ragazzi le tornano anche utili.
- Perry / Agente P: doppiato in originale da Dee Bradley Baker (solo versi): Perry è un ornitorinco, l'animaletto domestico della famiglia Flynn-Fletcher a cui Phineas è molto affezionato. Tuttavia, a loro insaputa, è un agente segreto dell'OSBA designato per combattere il suo arcinemico, il diabolico dottor Heinz Doofenshmirtz. Non sa parlare, ma comunica sbattendo le labbra del suo becco. Quando va in missione indossa sempre un cappello, e usa anche una corda a lazo come Indiana Jones. Quando sparisce qualcuno (di solito Phineas) esclama "Ehi! Dov'è Perry?" e poi quando torna dicono sempre "Oh! Eccoti qui Perry!". Nonostante li usa come copertura, Perry vuole molto bene a Phineas e alla sua famiglia.
- Dottor Heinz Doofenshmirtz, doppiato in originale da Dan Povenmire e in italiano da Luca Dal Fabbro: Antagonista principale della serie, è uno scienziato pazzo che parla con un marcato accento tedesco, tuttavia imbranato, che passa le sue giornate a creare degli "-inator", ossia degli strumenti che possono aiutarlo in bislacchi modi a conquistare la città. La maggior parte dei suoi piani è ispirata alla sua infanzia infelice, infatti quasi tutti i suoi congegni sono preceduti da un antefatto che spiega il motivo per cui sono stati creati. La sua nemesi è Perry, l'ornitorinco di famiglia di Phineas che è in realtà un agente segreto. La sua frase tormentone è: "Sventura a te, Perry l'ornitorinco!", che esclama quando un suo piano viene boicottato. Ha una figlia adolescente, Vanessa, avuta con la ex moglie Charlene, verso cui è molto affettuoso anche se tende a imbarazzarla. È quasi sempre lui a far sparire (anche se involontariamente) le invenzioni di Phineas e Ferb, prima che Candace possa farle vedere a sua madre.

### Personaggi secondari
- Maggiore Francis Monogram, doppiato in originale da Jeff "Swampy" Marsh e in italiano da Stefano Mondini: il maggiore Monogram è il capo dell'OSBA (Organizzazione Senza un Buon Acronimo) nonchè il boss di Perry, agenzia che recluta animali come agenti segreti.
- Isabella Garcia-Shapiro, doppiata in originale da Alyson Stoner e in italiano da Benedetta Gravina: Isabella è una ragazzina amica di Phineas e Ferb, ha origini ispaniche, è segretamente innamorata di Phineas, ma lui quasi mai non se ne accorge. È amichevole, e molto disponibile. È il capo delle gruppo girl-scout, le Fireside Girls 46321, che spesso aiutano i ragazzi. È sempre molto devota in quello che fa. La sua frase tormentone è "Che state facendo?" e se la prende moltissimo quando qualcun altro la usa.
- Buford Van Stomm, doppiato in originale da Bobby Gaylor e in italiano da Paolo Vivio: Buford è un bullo, dal cuore tenero, amico di Phineas e Ferb. La sua vittima preferita è Baljeet, anche se in fondo è il suo migliore amico. Ha un pesciolino rosso (Biff) al quale è molto affezionato. Ha molta paura della sorellina di Jeremy, Suzy.
- Baljeet Tjinder, doppiato in originale da Maulik Pancholy e in italiano da Marilisa Carnevali (st.1-4), e da Silvia Alfonzetti (st.5+): Baljeet è un ragazzo indiano, colto, intelligente, e molto impacciato, con voti molto alti ed una predisposizione per le materie scientifiche. È la vittima preferita di Buford anche se i due in fondo sono migliori amici.
- Jeremy Johnson, doppiato in originale da Mitchel Musso (st.1-4) e in italiano da Alessio Puccio: Jeremy è un ragazzo biondo di cui Candace è innamorata, e poi diventa fidanzata. Ha una sorellina di nome Suzy. È sempre gentile e amichevole con tutti, e a differenza di Candace, ha anche un'aria calma e pacata, anche quando si tratta delle idee di Phineas e Ferb.
- Stacy Hirano, doppiata in originale da Kelly Hu e in italiano da Giulia Tarquini (alcuni episodi della 1° stagione) e Elena Liberati: È una ragazza di origini giapponesi, Stacy è la migliore amica di Candace. Ha una sorella minore di nome Ginger che fa parte delle Fireside Girls 46321, ed è un pò invidiosa di lei. Molte volte aiuta Candace a smascherare Phineas e Ferb, anche se lei non ha niente contro di loro, infatti lei a volte vorrebbe che Candace smettesse di provare a farli beccare.
- Linda Flynn-Fletcher, doppiata in originale da Caroline Rhea e in italiano da Antonella Rinaldi: Linda è la madre di Phineas e Candace e matrigna di Ferb. Non crede mai a Candace, quando le parla delle invenzioni dei fratelli, (questo perché scompaiono ogni volta che lei torna a casa)
- Lawrence Fletcher, doppiato in originale da Richard O'Brien e in italiano da Mauro Gravina: Lawrence è il padre di Ferb e patrigno di Candace e Phineas. Ha origini inglesi.
- Carl, doppiato in originale da Tyler Mann e in italiano da Ivan Andreani: Carl è il tonto assistente (tirocinante) del Maggiore Monogram.
- Vanessa Doofenshmirtz, doppiata in originale da Olivia Olson e in italiano da Laura Amadei (parlato) e Giulia Luzi (canto): Vanessa è la figlia adolescente del dottor Doofenshmirtz, ama molto il genere gotico e dark e pur volendo bene a suo padre è spesso imbarazzata da lui, simile a come fa Candace, ha cercato qualche volta di smascherare le sue attività criminali agli occhi di sua madre, fallendo ogni volta (proprio come Candace), sottotrama che viene interrotta dalla seconda stagione. Diventerà amica di Candace, è fidanzata con Montgomery il figlio del Maggiore Monogram (anche se sembra che le piaccia un po' Ferb).

### Altri personaggi
- Charlene Doofenshmirtz, doppiata in originale da Allison Janney: ex moglie di Heinz. Nonché mamma di Vanessa. Lei non sa dei complotti malvagi del suo ex.
- Roger Doofenshmirtz, doppiato in originale da John O'Hurley: È il fratello minore di Heinz, nonché sindaco di Danville. Roger vuole bene al fratello, ma Heinz non ricambia il sentimento, anzi lui odia Roger, perché sostiene che sia sempre stato il preferito della loro madre, infatti Heinz cerce molte volte di rovinare la faccia a Roger con una delle sue invenzioni, senza mai riuscirci.
- Irving, doppiato in originale da Jack McBrayer e in italiano da Gianluca Crisafi: È un ragazzo con i capelli rossi e gli occhiali, appare sporadicamente con i Phineas, Ferb e i loro amici, dimostrando di essere un loro sostenitore, co un fare un tantino inquietante. Ha un fratello maggiore.
- Norm, doppiato in originale da John Viener e in italiano da Enrico Di Troia: Norm è il robot parlante di Heinz, che lui considera come padre, e Heinz stesso a volte lo considera come un figlio.
- Susy Johnson, doppiata in originale da Kari Wahlgren e in italiano da Valentina Pallavicino (stagione 1) e da Laura Latini (stagione 2-4): È la sorellina odiosa di Jeremy. Non le piace Candace. Buford ha una grande paura di lei.
- Montgomery "Monty" Monogram doppiato in originale da Seth Green e in italiano da Davide Lepore: il figlio del maggiore Francis Monogram. È l'unico agente umano che opera sul campo e ha collaborato con l'agente P. È fidanzato con Vanessa ma a causa del rapporto tra i loro padri devono tenere segreta la loro relazione.

## Versione italiana
Il doppiaggio italiano rimane invariato sia nella serie originale che nei due lungometraggi del 2011 e del 2020, tranne ove indicato nella sezione dei personaggi.
Il direttore del doppiaggio è stato Danilo De Girolamo per le prime 2 stagioni e Leslie La Penna per le ultime due, con l'assistenza di Elisabetta Cortese, Elisabetta Ingino e Monica Patrizi. I dialoghi italiani sono di Danilo De Girolamo, Maria Gabriella Petti, Giselle Spitteri, Lorena Brancucci e Virginia Brancucci. Il doppiaggio è stato prodotto dalla Dubbing Brothers Int. Italia per la prima stagione e dalla Royfilm per le rimanenti. La direzione musicale è stata affidata al doppiatore, cantante e paroliere Ermavilo.
La sigla italiana è  cantata da Daniele Vit e Nicola Gargaglia (che in precedenza aveva interpretato le parti cantate di Dirk Brock nella serie televisiva A scuola con l'imperatore).

## Anteprime
Phineas e Ferb ha avuto numerose anteprime per promuovere il cartone animato: la serie è stata presentata il 29 settembre 2007 dopo la prima TV di High School Musical 2 da Ashley Tisdale, co-protagonista dell'omonimo film e voce di Candace nella serie Phineas e Ferb, e dal 7 dicembre dello stesso anno. Alcuni spezzoni di altre puntate sono state trasmesse durante dei promo di Disney Channel dal 7 gennaio 2008 in poi.

## Ascolti
Negli Stati Uniti la serie ha riscosso tanto successo da essere riproposta più volte. Ben 10,8 milioni di telespettatori nella prima trasmissione e 3,3 milioni nella seconda.

## Curiosità
- Inizialmente Stacy, Jeremy e Carl non erano previsti ad apparire mai fisicamente, ma soltanto ad essere menzionati.
- Nel film Cip & Ciop agenti speciali, compaiono Phineas (in versione "piratata") e sua madre Linda.
- Dopo la fine della serie (prima del rinnovo) alcuni personaggi sono apparsi in altri cartoni (La legge di Milo Murphy e Hamster & Gretel), il Dr. Doofenshmirtz era trall'altro un personaggio secondario nella seconda stagione di La Legge di Milo Murphy.
- Nell'episodio "Un....mostro di attrice" nel film "editato" da Phineas, nei panni di Candace compare Ashley Tisdale, la doppiatrice originale di Candace.

- Nel secondo episodio della quinta stagione di Psych, il protagonista, Shawn Spencer, afferma di aver trascorso la giornata a guardare la serie.
- Inizialmente lo show stato proposto a Nickelodeon, che però rifiutò di produrlo.

## Riconoscimenti
- British Academy of Film and Television Arts 2009[15] - Candidatura come miglior serie TV
- Premi Emmy 2009[16] - Candidatura come Outstanding Special Class - Short-format Animated Programs

## Take Two with Phineas and Ferb
Disney ha prodotto una mini-serie animata in forma di talk show dal titolo Take Two with Phineas and Ferb, di due minuti per episodio, dove i protagonisti Phineas e Ferb, con l'ausilio degli altri personaggi della serie madre, intervistano delle celebrità in carne e ossa, Isabella opera dietro le quinte come attrezzista, qulache volta compaiono anche Candace, Perry e il Dr Doofenshmirtz.
In Italia è stata trasmessa su Disney Channel (Italia), Disney XD (Italia), e Rai 2.
Gli ospiti nello spin-off sono stati Jack Black, Andy Samberg, Seth Rogen, Tony Hawk, Taylor Swift, Regis Philbin, Neil Patrick Harris, Randy Jackson, Emma Roberts, Cedric the Entertainer, David Beckham, Howie Mandel, Miss Piggy, Tom Bergeron, Ty Pennington, Shaun White, Larry King, Jason Segel, Ben Stiller e Guy Fieri. Partecipazione speciale di Disney Channel America Latina per Diego Ramos.
Era previsto anche un episodio con Selena Gomez, ma è stata impossibilitata per via delle riprese di I maghi di Waverly.
Alcuni paesi hanno prodotto una loro versione di Phineas & Ferb, come la Corea del Sud e il Brasile.